# تسو (ميه)
مدينة تسو (بالإنجليزية: Tsu)‏ هي أحد المدن التابعة لمحافظة ميه. تأسست رسميًا في 01/01/2006. ويقدر عدد سكانها بـ 289215 نسمة حسب تقدير مكتب الإحصاء الياباني لعام 2012. تبلغ مساحة تسو 710.81 كم2. بكثافة سكانية تبلغ 407 نسمة/كم2.

## المناخ
يظهر الجدول التالي التغييرات المناخية على مدار السنة لتسو:
| البيانات المناخية لـتسو           | البيانات المناخية لـتسو | البيانات المناخية لـتسو | البيانات المناخية لـتسو | البيانات المناخية لـتسو | البيانات المناخية لـتسو | البيانات المناخية لـتسو | البيانات المناخية لـتسو | البيانات المناخية لـتسو | البيانات المناخية لـتسو | البيانات المناخية لـتسو | البيانات المناخية لـتسو | البيانات المناخية لـتسو | البيانات المناخية لـتسو |
| الشهر                             | يناير                   | فبراير                  | مارس                    | أبريل                   | مايو                    | يونيو                   | يوليو                   | أغسطس                   | سبتمبر                  | أكتوبر                  | نوفمبر                  | ديسمبر                  | المعدل السنوي           |
| --------------------------------- | ----------------------- | ----------------------- | ----------------------- | ----------------------- | ----------------------- | ----------------------- | ----------------------- | ----------------------- | ----------------------- | ----------------------- | ----------------------- | ----------------------- | ----------------------- |
| متوسط درجة الحرارة الكبرى °م (°ف) | 8.6 (47.5)              | 9.1 (48.4)              | 12.1 (53.8)             | 17.8 (64.0)             | 22.3 (72.1)             | 25.4 (77.7)             | 29.2 (84.6)             | 30.8 (87.4)             | 26.9 (80.4)             | 21.5 (70.7)             | 16.4 (61.5)             | 11.4 (52.5)             | 19.3 (66.7)             |
| المتوسط اليومي °م (°ف)            | 4.5 (40.1)              | 4.8 (40.6)              | 7.5 (45.5)              | 13.3 (55.9)             | 18.0 (64.4)             | 21.8 (71.2)             | 25.6 (78.1)             | 26.8 (80.2)             | 23.1 (73.6)             | 17.2 (63.0)             | 11.9 (53.4)             | 6.9 (44.4)              | 15.1 (59.2)             |
| متوسط درجة الحرارة الصغرى °م (°ف) | 0.6 (33.1)              | 0.9 (33.6)              | 3.2 (37.8)              | 9.0 (48.2)              | 13.9 (57.0)             | 18.4 (65.1)             | 22.6 (72.7)             | 23.5 (74.3)             | 19.8 (67.6)             | 13.2 (55.8)             | 7.6 (45.7)              | 2.6 (36.7)              | 11.3 (52.3)             |
| الهطول مم (إنش)                   | 45.3 (1.78)             | 60.6 (2.39)             | 103.9 (4.09)            | 149.0 (5.87)            | 162.2 (6.39)            | 236.4 (9.31)            | 218.6 (8.61)            | 175.7 (6.92)            | 237.7 (9.36)            | 145.3 (5.72)            | 80.3 (3.16)             | 39.7 (1.56)             | 1٬654٫7 (65.16)         |
| متوسط تساقط الثلوج سم (إنش)       | 2 (0.8)                 | 2 (0.8)                 | 1 (0.4)                 | 0 (0)                   | 0 (0)                   | 0 (0)                   | 0 (0)                   | 0 (0)                   | 0 (0)                   | 0 (0)                   | 0 (0)                   | 0 (0)                   | 5 (2)                   |
| متوسط الرطوبة النسبية (%)         | 63                      | 64                      | 64                      | 69                      | 72                      | 78                      | 80                      | 78                      | 77                      | 71                      | 69                      | 66                      | 71                      |
| ساعات سطوع الشمس الشهرية          | 164.9                   | 151.8                   | 178.0                   | 169.0                   | 190.8                   | 144.5                   | 168.9                   | 198.8                   | 139.0                   | 159.7                   | 155.7                   | 165.4                   | 1٬986٫5                 |
| المصدر: NOAA (1961–1990)          |                         |                         |                         |                         |                         |                         |                         |                         |                         |                         |                         |                         |                         |

## توأمة
لتسو (ميه) اتفاقيات توأمة مع كل من:
- تشنجيانغ
- أوساسكو (1976 - )[4]

## أعلام
- يوي ماكينو
- كازواكي هاياشي
- يوسوكي نوساكي
- ساوري يوشيدا
- شو غوكو